# Karl Johan Åkerström
Karl Johan Åkerström, född 29 januari 1882 i Piteå landsförsamling, död 18 november 1946 i Bureå, var en svensk präst.
Åkerström studerade vid Fjellstedtska skolan i Uppsala och blev student vid Uppsala universitet 1907 och avlade teologisk-filosofisk examen samma år och teol. kand. 1910. Han blev pastoratsadjunkt i Älvsbyns församling 1913 och komminister där 1920 och samma år kyrkoherde i Bureå församling.
Åkerström har bland annat skrivit texten till Alice Tegnérs sång "Hembygdssång".